# 1493 Sigrid
1493 Sigrid eller 1938 QB är en asteroid i huvudbältet som upptäcktes 26 augusti 1938 av den belgiske astronomen Eugène Joseph Delporte i Uccle. Det har fått sitt namn efter Sigrid Strömgren, fru till den dansk-amerikanska astronomen Bengt Strömgren.
Asteroiden har en diameter på ungefär 28 kilometer.